# Cathay Dragon
Hong Kong Dragon Airlines Limited (кит. трад. 港龍航空公司, спр. 港龙航空公司), що діяла як Dragonair — колишня гонконзька авіакомпанія, яка здійснює регулярні пасажирські перевезення до 44 пунктів призначення в 13 країнах Азіатсько-Тихоокеанського регіону. Портом приписки авіакомпанії і її головним транзитним вузлом (хабом) є міжнародний аеропорт Чхеклапкок. Компанія експлуатує повітряний флот, що складається лише з літаків виробництва концерну Airbus: A320, A321 і A330. Dragonair повністю належить флагманської авіакомпанії Гонконгу Cathay Pacific і є афілійованим членом глобального авіаційного альянсу пасажирських перевезень Oneworld.
Dragonair була заснована 24 травня 1985 року бізнесменом Прат Куангом Пу, став почесним головою її ради директорів. Отримавши в липні того ж року від гонконгського уряду сертифікат експлуатанта, на перших порах компанія виконувала регулярні рейси між Гонконгом і Кота-Кінабалу в Малайзії, потім поступово збільшувала маршрутну мережу перевезень разом з укрупненням власного повітряного флоту.
У 2009 році Dragonair разом з Cathay Pacific виконала понад 56 тисяч рейсів в рік, перевізши при цьому близько 25 мільйонів пасажирів і більше 1520 тисяч тонн вантажів і пошти.
Припинила діяльність 21 жовтня 2020.

## Історія

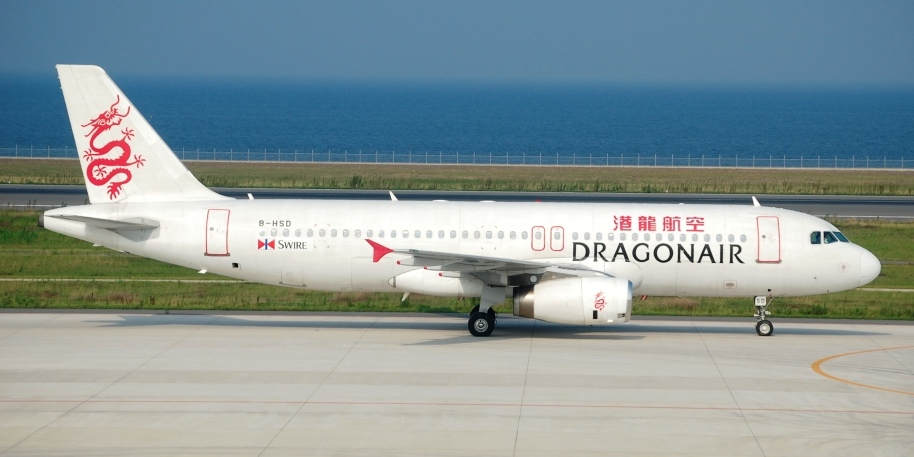
Airbus A320-200 авіакомпанії Dragonair

### Початок діяльності

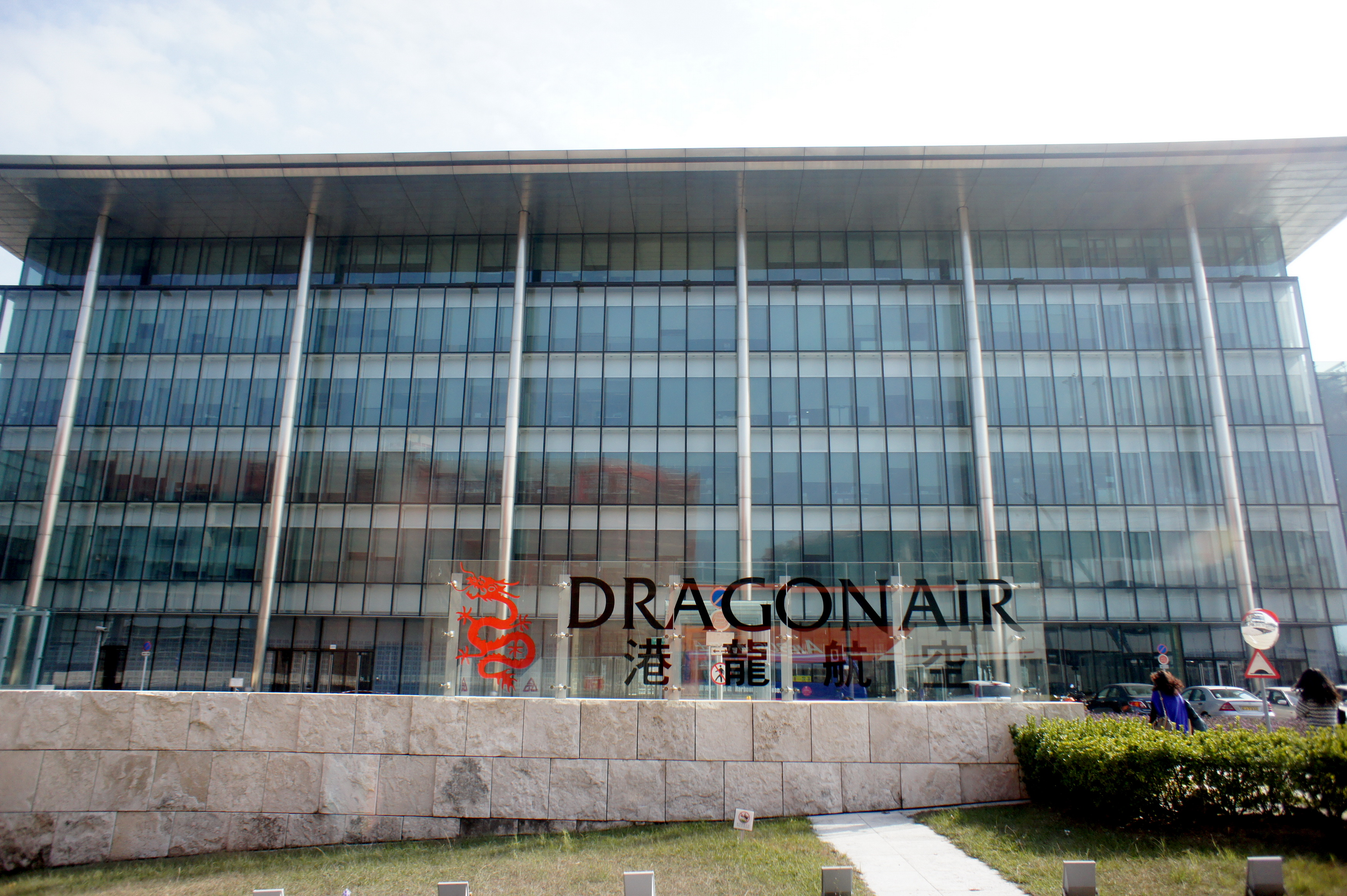
«Dragonair House» — штаб-квартира авіакомпанії Dragonair в міжнародному аеропорту Чхеклапкок

Dragonair була заснована 24 травня 1985 року бізнесменом Куангом Прат як дочірній компанії холдингу «Hong Kong Macau International Investment Co». У липні того ж року авіакомпанія отримала сертифікат експлуатанта і почала операційну діяльність з виконання регулярних рейсів на літаку Boeing 737—200 між гонконгським аеропортом Кайтак і міжнародним аеропортом Кота-Кінабалу в Малайзії. В наступному році Dragonair працювала на чартерних напрямках в шести містах континентальної частини Китаю, а також відкрила регулярний маршрут між Гонконгом і Пхукет (Таїланд). У 1987 році авіакомпанія стала першим гонконгським перевізником, який вступив в Міжнародну асоціацію повітряного транспорту (IATA).
Нова авіакомпанія вперше за сорок років склала жорстку конкуренцію найбільшому комерційному перевізнику Гонконгу Cathay Pacific, тому керівництво флагмана різними шляхами перешкоджала розширенню поля діяльності Dragonair. У січні 1987 року авіакомпанія оголосила про намір відкрити два далекомагістральні маршрути на замовлених до того часу лайнерах McDonnell Douglas MD-11. Однак, після бурхливих дебатів в Управлінні ліцензування на повітряному транспорті уряд Гонконгу видало дозвіл тільки на один маршрут, який діяв аж до 2001 року. Протягом декількох років розвиток регулярної маршрутної мережі Dragonair гальмувалося з боку офіційних властей Гонконгу, в тому числі й тому, що пост міністра фінансів займав колишній генеральний директор Cathay Pacific сер Джон Бэмбридж.

Перший гендиректор Dragonair за заявив з цього приводу:
Наша поява на сцені зустріли без особливого ентузіазму, а уряд Гонконгу… ми отримали сильних противників від Cathay Pacific
Через деякий час авіакомпанія знайшла незайняті Cathay Pacific частини ринку комерційних перевезень між Гонконгом і рядом міст в континентальній частині Китаю і зосередилася на організації регулярних рейсів за даними напрямками.

### 1990-ті роки
У січні 1990 року Swire Group, Cathay Pacific і CITIC Pacific придбали 89 % акцій Dragoniar, частина власності авіакомпанії у володінні родини бізнесмена Куанга Прат при цьому знизилася з 22 до 6 відсотків, всі інші акції угоди були викуплені у міноритарних акціонерів. Умови договору про купівлю акцій передбачали, зокрема, передачу від Cathay Pacific в Dragonair регулярних маршрутів з Гонконгу в Пекін і Шанхай на взятих у лізинг літаки Lockheed L-1011 TriStar. У березні 1993 року авіакомпанія отримала свій перший лайнер Airbus A320, а до грудня місяця того ж року флот перевізника поповнився ще п'ятьма літаками того ж типу. У липні 1995 року Dragonair ввела в експлуатацію широкофюзеляжний далекомагістральний лайнер Airbus A330.
Наступна зміна власників авіакомпанії сталася в квітні 1996 року, коли найбільший китайський оператор China National Aviation Corporation («Китайська національна авіаційна корпорація», CNAC) придбала 35,86 % акцій Dragonair, ставши тим самим основним держателем акцій гонконгського перевізника, частки Cathay Pacific і «Swire Group» зменшилися до 25,50 %, «CITIC Pacific» — до 28,50 %, сім'ї Чао — до 5,02 %. У 1997 році китайський авіахолдинг довів свою частку до 43 відсотків та 17 липня 1997 року провів процедуру первинного розміщення акцій авіакомпанії Dragonair на Гонконгській фондовій біржі.

### Розширення маршрутної мережі

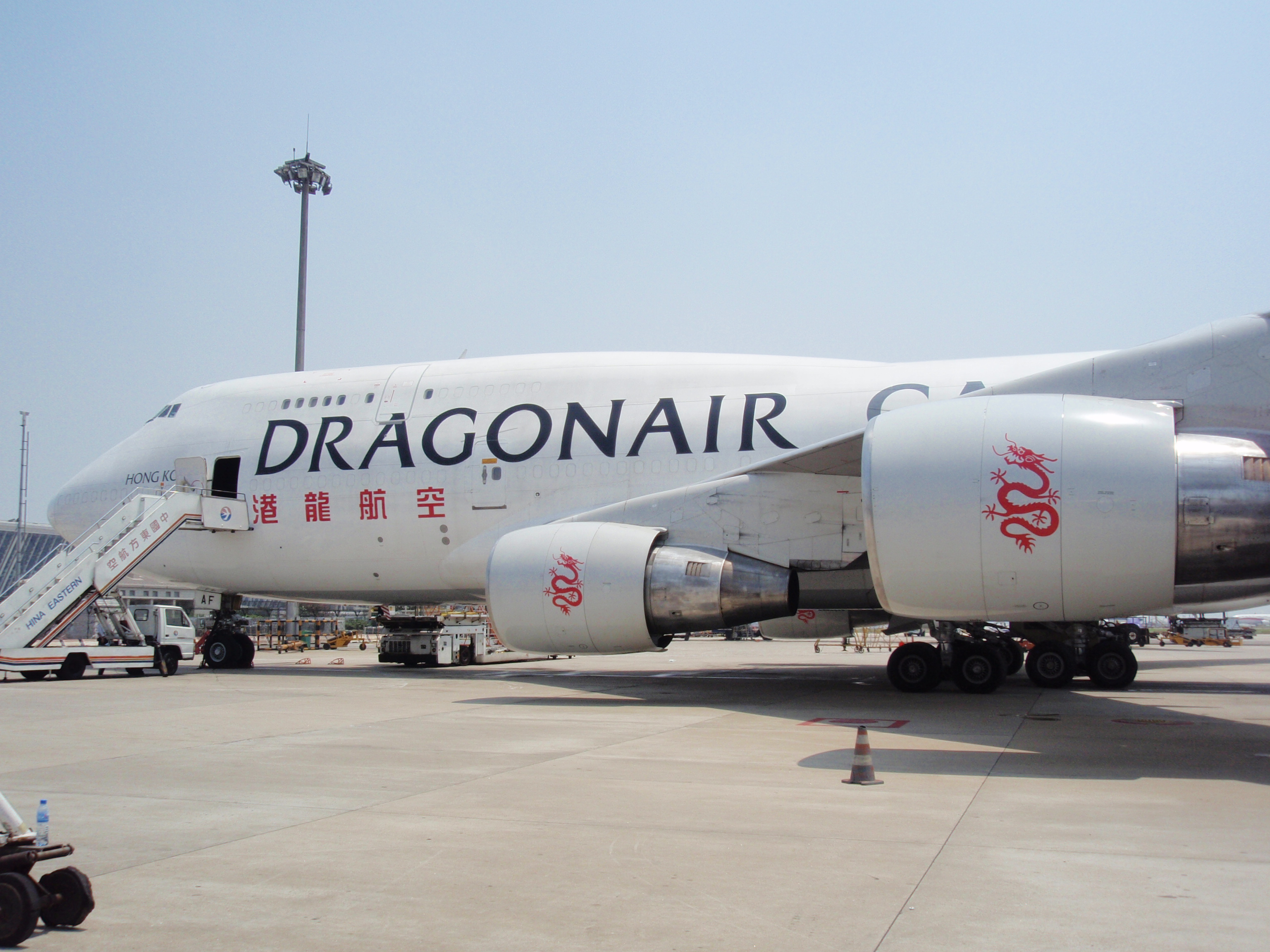
Вантажний Boeing 747-400BCF авіакомпанії Dragonair

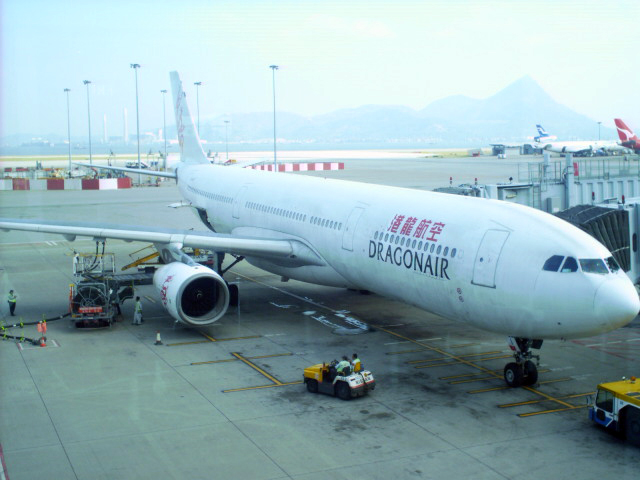
У телетрапи міжнародного аеропорту Чхеклапкок

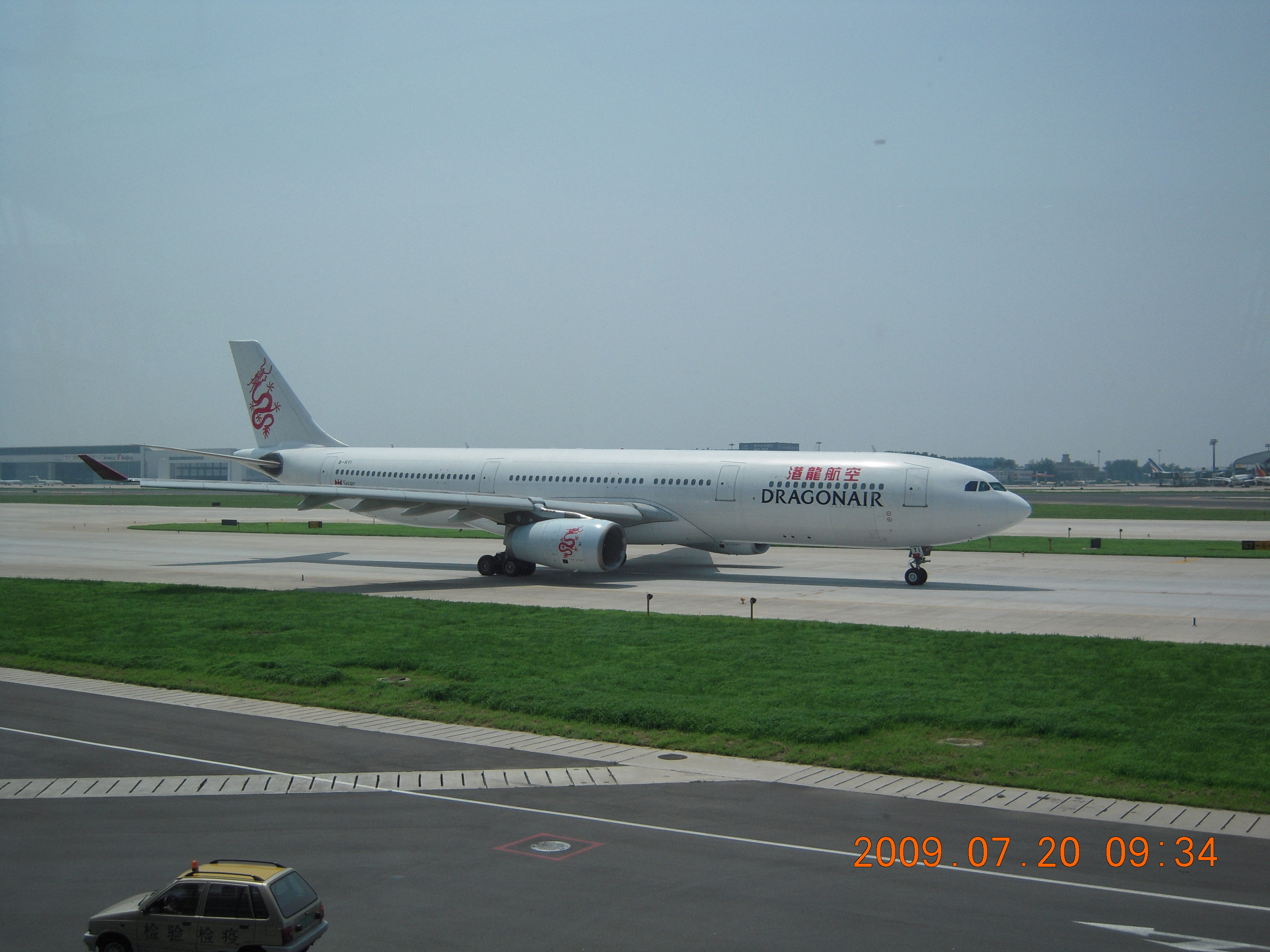
Airbus A330-300 на рулюванні

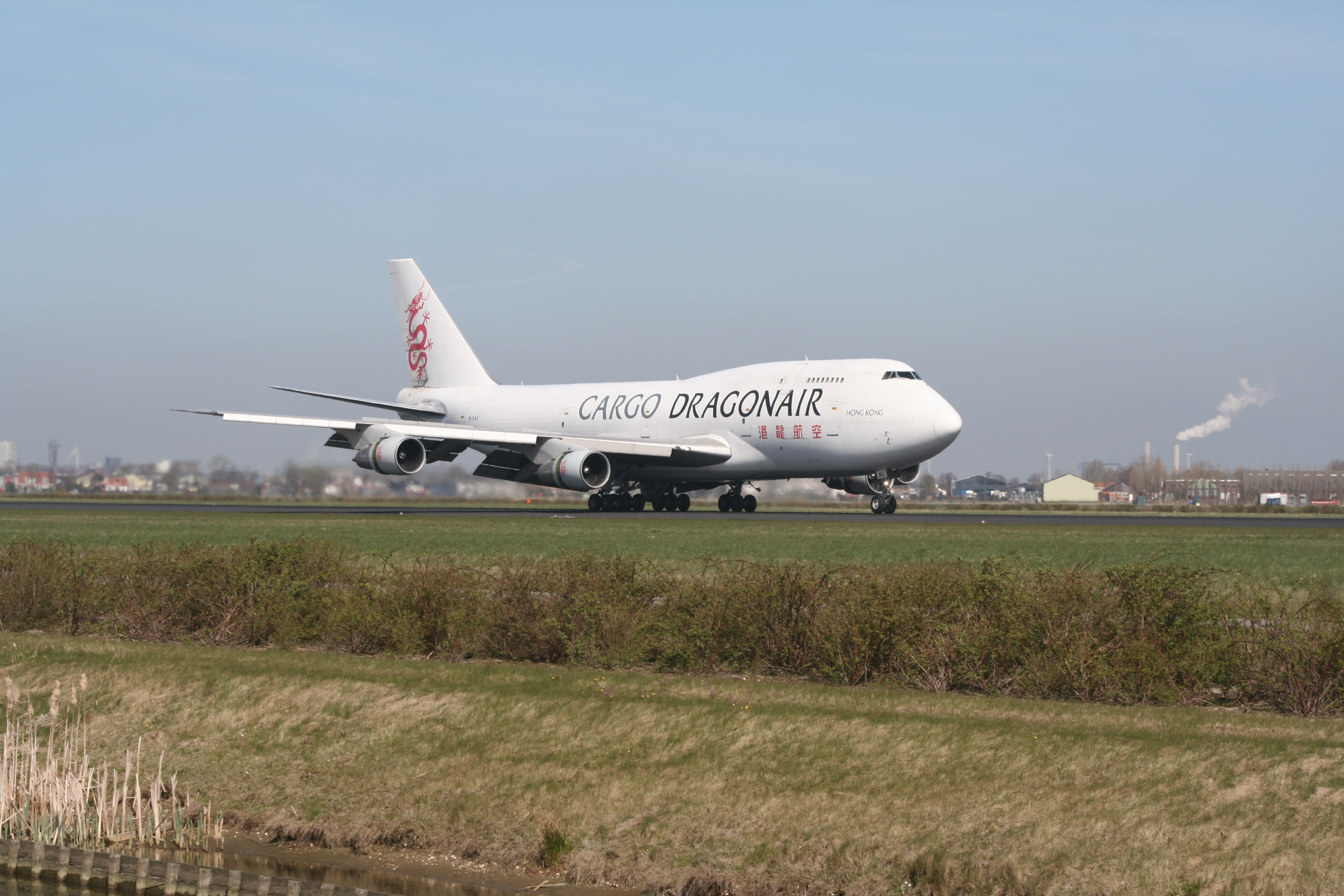
Боїнг 747—300 авіакомпанії Dragonair на рулюванні в амстердамському аеропорту Схіпхол

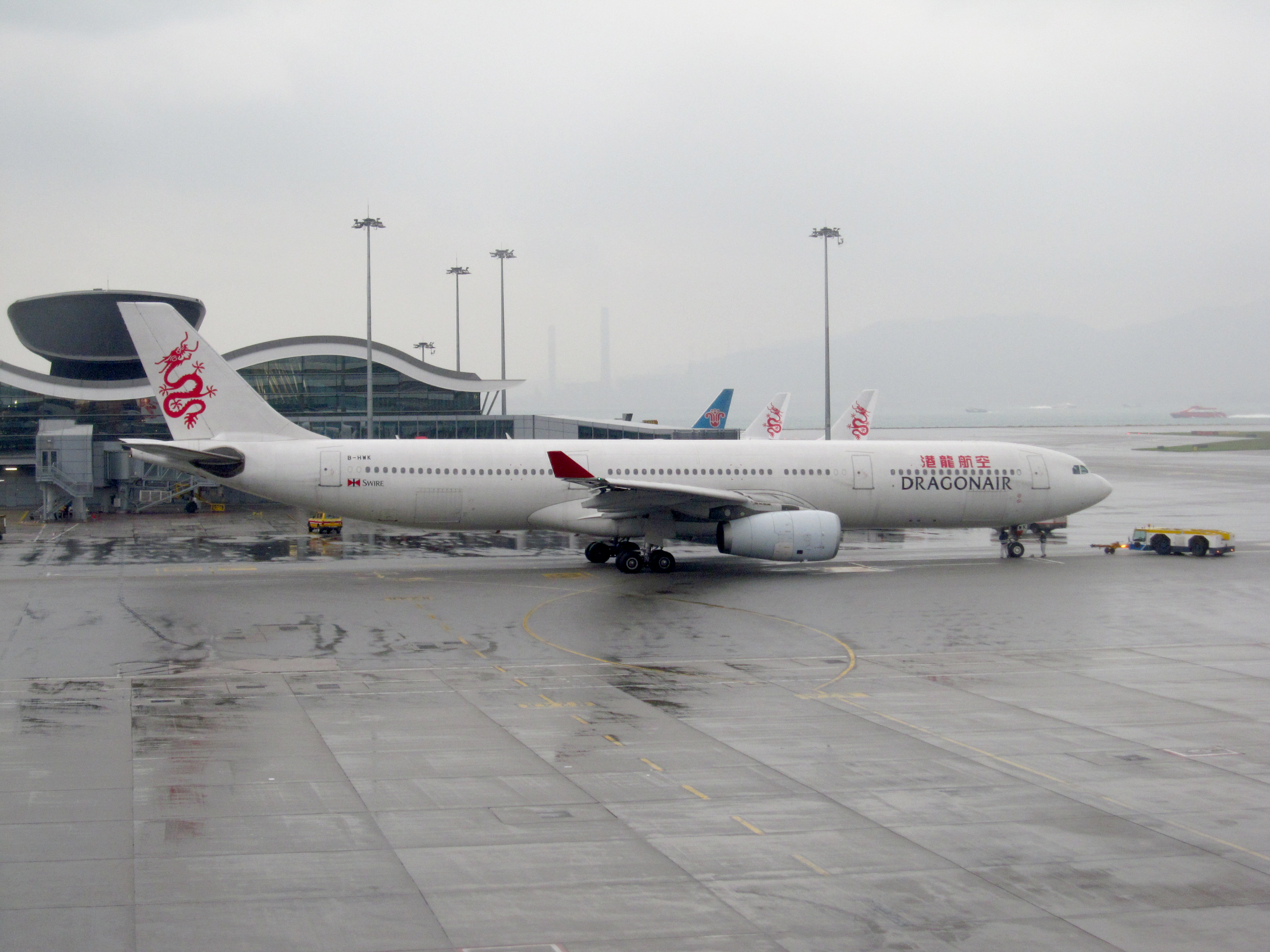
Airbus A330-300 авіакомпанії Dragonair в міжнародному аеропорту Чхеклапкок

У 2000 році Dragonair запустила вантажні рейси з Гонконгу в Шанхай, міста Європи і Близького Сходу на орендованих літаках Boeing 747—200, у травні 2001 році розширивши мережу перевезень маршрутом Гонконг-Осака. У тому ж році авіакомпанія придбала два вантажних лайнера Boeing 747—300 і в наступному році відкрила на них регулярні маршрути в Сяминь і Тайбей. У 2002 році чистий прибуток Dragonair збільшилася на 60 % в порівнянні з минулим звітним періодом і склав 540 мільйонів гонконгських доларів, при цьому чистий прибуток від вантажних операцій зайняла 30 відсотків в загальній сумі прибутку, в натуральному обчисленні збільшившись на 50 % порівняно з минулим роком і склав 20 095 тонн різних вантажів і поштової кореспонденції.
У березні 2000 року в маршрутної мережі пасажирських перевезень авіакомпанії залишилися тільки регулярні рейси. У липні 2002, листопаді 2003 і квітні 2004 років були освоєні маршрути з Гонконгу в Тайбей, Бангкок і Токіо відповідно. Вантажний підрозділ Dragonair Cargo продовжувала демонструвати стійке зростання, у червні 2003 року компанія почала виконувати рейси між Гонконгом і Шанхаєм під франшизою корпорації DHL, а рівно через рік запустила регулярний маршрут в Нанкін на літаках Airbus A300. В середині 2004 року Dragonair на європейському напрямку здійснювала вантажні перевезення в Манчестер і Амстердам — щодня, і в Лондон і Франкфурт — двічі в день, експлуатуючи парк з п'яти літаків Boeing 747 у вантажній конфігурації і 26 лайнерів виробництва концерну Airbus на пасажирських маршрутах. У 2004 році Cathay Pacific подала в Управління по ліцензуванню перевезень на авіатранспорті вимога обмежити маршрутну мережу Dragonair трьома аеропортами в континентальній частині Китаю, на що керівництво авіакомпанії озвучив офіційні заперечення, мотивувавши свою позицію необхідністю виживання авіакомпанії в жорсткому конкурентному середовищі.
На другу половину 2005 року Dragonair запланувала відкриття регулярних пасажирських маршрутів з Гонконгу в Сідней, Манілу і Сеул, а також вантажних рейсів в Сполучені Штати Америки. До 2008 року компанія мала істотно збільшити власний флот вантажних лайнерів, довівши число літаків Boeing 747 до дев'яти одиниць.

### Поглинання компанії
До 2005 року структура власників Dragonair сформувалася в наступному вигляді: Cathay Pacific володіла 18 % акцій, Swire Pacific — 7,71 %, CNAC — 43 % і CITIC Pacific — 28,5 % акцій. У березні 2005 року гонконгська газета повідомила про проведені групою Swire Pacific переговорах з передачі контролю над Dragonair авіакомпанії Cathay Pacific. Слідом був звільнений головний операційний директор Cathay Тоні Тайлер, який заявив буквально наступне: Ми не плануємо прямо зараз міняти структуру управління… ми цілком задоволені тією структурою власників Dragonair, яка склалася в даний момент. Транспортний аналітик інвестиційної групи Credit Suisse First Boston Пітер Хілтон назвав цю ремарку і саме звільнення Тайлера «заздалегідь спланованими» (англ. cut and dried) напередодні проведення поглинання Dragonair.
28 вересня 2006 року після завершення великої реструктуризації власників акцій в особі Cathay Pacific, Air China, CNAC, CITIC Pacific і Swire Pacific авіакомпанія Dragonair стала дочірньою структурою флагманського авіаперевізника Гонконгу Cathay Pacific, керівництво якої заявило про продовження роботи дочірньої компанії під власними торговою маркою, сертифікатом експлуатанта, кодами ІАТА та ІКАО, а також про збереження штату авіакомпанії, який до того часу нараховував 2976 співробітників. Тим не менш, у майбутньому, за заявою топ-менеджерів, планувалося звільнення до п'яти відсотків персоналу Dragonair з пропозицією їх переходу в магістральну авіакомпанії Cathay Pacific
У 2009 році було повідомлено про припинення регулярних перевезень з Гонконгу в Бангкок і Токіо, а також про скасування планів з організації регулярних маршрутів з Гонконгу в Сідней, Сеул і аеропорти Сполучених Штатів Америки. Більше того, були скасовані плани щодо доведення флоту вантажного підрозділу до дев'яти літаків, три Boeing 747-400BCF були передані в магістральну авіакомпанію, два лайнери того ж типу поставлені на зберігання в аеропорт Південної Каліфорнії в Вікторвіллі.
У січні 2016 року керівництво Cathay Pacific оголосив про плановане ребрендинг авіакомпанії та зміну її офіційної назви на Cathay Dragon.

### Об'єднання бонусних програм
Dragonair з 12 лютого 2001 року мала власну бонусну програму заохочення часто літаючих пасажирів «The Elite», яка 1 січня 2007 року була об'єднана і інтегрована в бонусну програму The Marco Polo Club авіакомпанії Cathay Pacific, учасники програми «The Elite» при цьому перейшли на аналогічні рівні укрупненої бонусної програми. 1 серпня 2007 року було відкрито регіональний офіс Dragonair в Пекіні, суміщений з офісом магістральної авіакомпанії, а 1 листопада того ж року дочірній перевізник став афілійованим членом глобального авіаційного альянсу пасажирських перевезень Oneworld. Крім того, 1 жовтня 2008 року були об'єднані зали підвищеної комфортності двох авіакомпаній в міжнародному аеропорту Чхеклапкок, а 1 листопада того ж року дочірня служба «Hong Kong International Airport Services Ltd» (HIAS) наземного обслуговування Dragonair була злита з відповідною службою «Hong Kong Airport Services Ltd» (HAS) авіакомпанії Cathay Pacific, рівно місяць перейшовши в повне володіння магістрального авіаперевізника.

## Маршрутна мережа
У червні 2012 року маршрутна мережа регулярних пасажирських перевезень Dragonair включала в себе 33 пункту призначення в країнах Азії, всі рейси по яких виконувалися з її головного хаба в міжнародному аеропорту Чхеклапкок. З них 18 пунктів перебували в аеропортах Китаю, включаючи повітряні гавані у найбільших агломераціях Пекіна, Гуанчжоу і Шанхаю. Крім того, Dragonair виконує регулярні пасажирські перевезення у Бангалор, Пусан, Дакку, Фукуоку, Ханой, Гаосюн, Катманду, Кота-Кінабалу, Манілу, Наху, Пномпень, Пхукет і Тайбей. 1 травня 2012 року було запущено маршрут в Чеджудо, 14 травня — у Тайчжун, 29 травня — у Кларк Фріпорт і в липні — в Пхукет і Чіангмай. 23 травня того ж року керівництво авіакомпанії оголосило про плани щодо організації регулярного маршруту в Колкату, який буде запущений після отримання офіційного дозволу від регуляторів ринку комерційних авіаперевезень, частота польотів по даному напрямку повинна становити до чотирьох рейсів на тиждень. Dragonair має код-шерінгову угоду з Air China на спільно використовуваних маршрутах з Гонконгу в Далянь і Тяньцзінь, а також з авіакомпанією Royal Brunei Airlines на маршруті між Гонконгом і Бандар-Сері-Бегаваном.

## Флот

### Лівреї

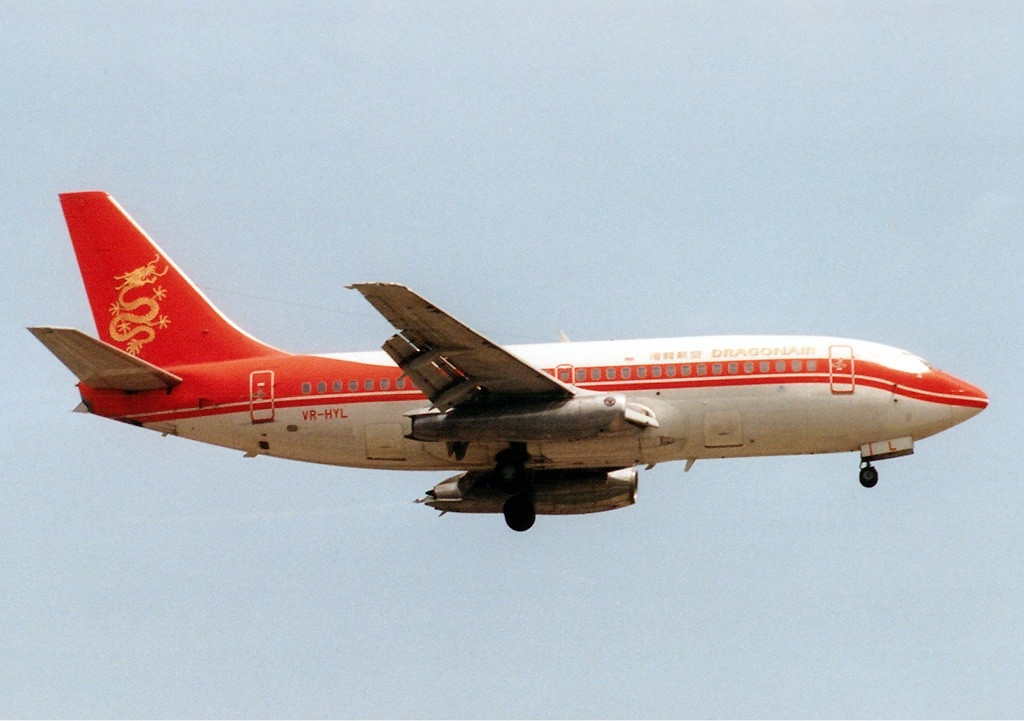
Boeing 737-2L9 авіакомпанії Dragonair в початковій лівреї. Міжнародний аеропорт Кайтак, Гонконг, 1991 рік

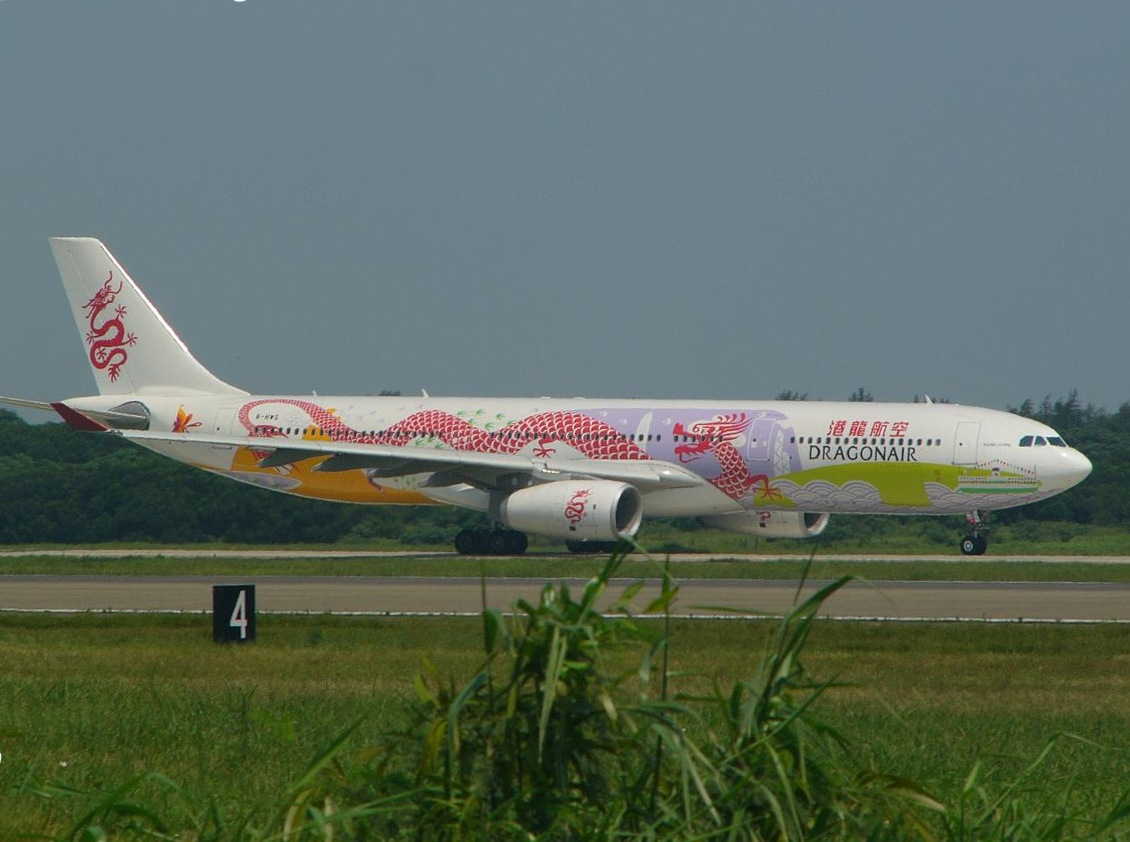
Airbus A330-300 в спеціальному розфарбуванні 20-річного ювілею авіакомпанії в міжнародному аеропорту Тайвань Таоюань

Спочатку літаки Dragonair розфарбовувалися в наступній композиції: горизонтально уздовж всього фюзеляжу йшла товста червона смуга на білому тлі решти корпусу, вертикальний стабілізатор (хвіст) лайнера також забарвлювався в червоний колір, на фоні якого знаходилося стилізоване зображення дракона з офіційного логотипу авіакомпанії, виконане у золотому кольорі. На білій частині корпусу лайнера літерами золотого кольору було нанесено назву компанії англійською мовою і в традиційному китайському написанні.
В даний час дизайн зовнішньої забарвлення літаків являє собою білий фюзеляж зі стилізованими зображеннями дракона на вертикальному стабілізаторі і двигунів лайнера. Назва авіакомпанії нанесено червоними і чорними ієрогліфами літерами в англійському варіанті над і під поруч пасажирських ілюмінаторів першого салону відповідно. За першої лівої дверима розташований 30-сантиметровий логотип альянсу Oneworld.

### Пасажирські літаки
У січні 2016 року авіакомпанія Dragonair експлуатувала 42 повітряних судна на пасажирських напрямках, шість з яких мали трикласну конфігурацію салонів (Перший клас, бізнес-клас і економічний клас), решта — двокласну компонування салонами бізнес — та економічного класів. На пасажирських перевезеннях компанія експлуатує тільки лайнери виробництва концерну Airbus. Середній вік повітряних суден у квітні 2012 року становив 9,6 року.

## Бонусні програми
Пасажирам Dragonair пропонується сервіс двох бонусних програм магістральної авіакомпанії Cathay Pacific: The Marco Polo Club" («The Club») — програма заохочення часто літаючих пасажирів і «Asia Miles» — програма заохочення туристичних польотів Учасники «The Club» автоматично стають членами програми «Asia Miles».

### Marco Polo Club
Програма Marco Polo Club має чотири рівня учасників — «Green» (початковий), «Silver», «Gold» і «Diamond». Для вступу в програму пасажир повинен заплатити 35 євро або 50 доларів США. Умови нарахування балів, переходів на більш високі рівні і інші привілеї однакові для всіх пасажирів авіакомпаній Cathay Pacific, Dragonair і членів глобального авіаційного альянсу Oneworld. Власники вищих рівнів бонусної програми мають максимальні привілеї, включаючи гарантоване місце в економічному класі на будь-який рейс авіакомпаній групи Cathay, перевезення наднормативного багажу, пріоритет на листі очікування, позачергову реєстрацію на рейс та доступ до залів підвищеної комфортності компаній групи Cathay і її партнерів. Членство в Marko Polo Club припиняється автоматично, якщо протягом 12 місяців не вчинено жодних дій (польоти, оплати покупок за картками), або якщо пасажир протягом цього періоду не набрав мінімальну кількість балів, яку зазначено в умовах членство в бонусній програмі.
«Green» («Зелений») — початковий рівень бонусної програми «Marco Polo Club». Власники даного рівня мають право на безкоштовне бронювання авіаквитків протягом 24-х годин, реєстрацію на рейси на спеціально виділених стійках «Marco Polo», збільшений розмір провезення багажу і пріоритетну посадку в літак. Для підтвердження рівня пасажиру необхідно набрати 4 «клубних сектора» протягом 12 місяців.
«Silver»
Перехід на рівень «Silver» («Срібний») відбувається при накопиченні 30 тисяч клубних миль" (Club Miles) або 20 клубних сектора" протягом одного року. Додатково до привілеїв рівня «Green» володарі цього рівня мають право на раніше резервування місця в пасажирському салоні, пріоритет на листі очікування, реєстрація на стійках бізнес-класу, провезення 10 кілограмів багажу понад нормативу, пріоритет отриманні багажу та доступ до бізнес-зали при польотах на рейсах авіакомпаній Cathay Pacific і Dragonair. Рівень «Silver» програми повністю відповідає статусу «Ruby» в загальній бонусній програмі альянсу Oneworld, привілеї якого поширюються на усіх постійних та афілійованих членів альянсу.
«Gold»

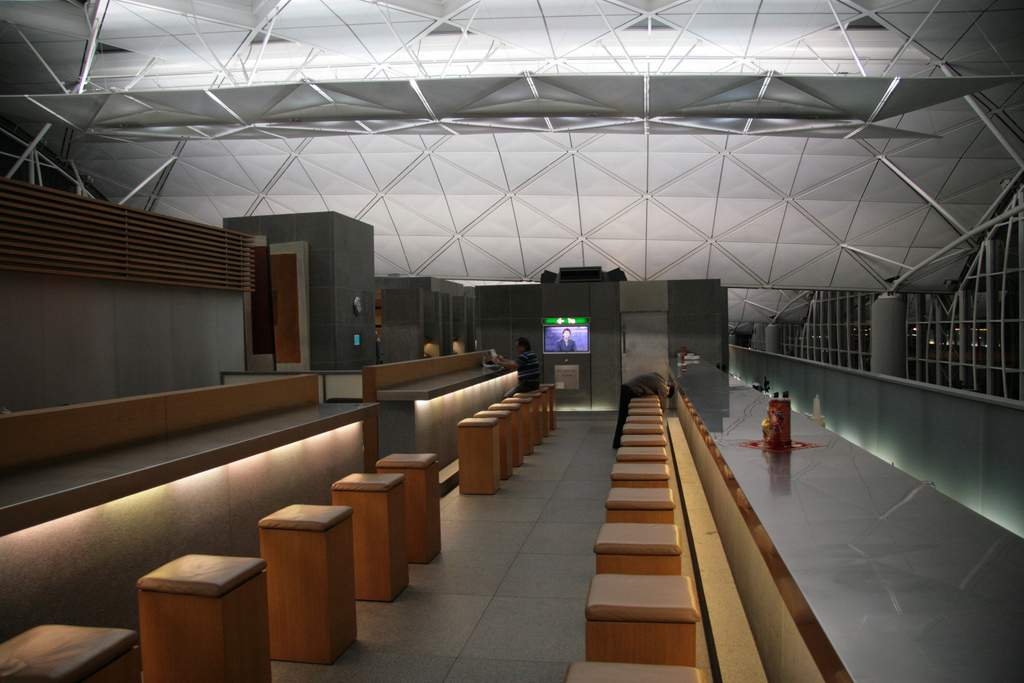
Зал підвищеної комфортності The Wing групи Cathay в міжнародному аеропорту Чхеклапкок

При накопиченні протягом року 60 тисяч миль або 40 «секторів» учасник програми переходить на рівень «Gold» («Золотий»). Додатково до привілеїв попереднього рівня пасажири отримує гарантоване право на місце в салоні економічного класу на будь-якому рейсі авіакомпанії Cathay Pacific і Dragonair з бронюванням місця за 72 години до вильоту, провезення 20 кілограмів багажу понад нормативу або одного місця багажу будь-якої маси в перевищенні нормативної, доступ до бізнес-зали аеропортів з ще одним пасажиром авіакомпаній групи Cathay і в зали підвищеної комфортності в зоні прибуття рейсів (для пасажирів, що подорожують рейсами групи Cathay і код-шерінговими рейсами на літаках партнерів групи). Рівень «Gold» повністю відповідає статусу «Sapphire» в загальній бонусній програмі альянсу Oneworld, привілеї якого поширюються на усіх постійних та афілійованих членів альянсу.
«Diamond»
При накопиченні протягом року 120 тисяч миль або 80 «секторів» проводиться підвищення учасника до рівня «Diamond» («Діамантові»). Додатково до привілеїв золотого рівня пасажири отримують винятковий пріоритет на листі очікування, гарантоване право на місце в салонах економічного і бізнес-класів на кожному рейсі авіакомпаній групи Cathay з бронюванням місця за 24 години до вильоту, реєстрацію на стійках Першого класу, провезення 20 кілограмів багажу понад нормативу або одного місця багажу будь-якої маси в перевищенні нормативної, пріоритет пасажирів Першого класу на обробку і видачу багажу, доступ до залів підвищеної комфортності Першого класу з двома пасажирами, які подорожують рейсами авіакомпаній Cathay Pacific і Dragonair, доступ до залів підвищеної комфортності бізнес-класу з двома пасажирами, які подорожують рейсами будь-яких авіакомпаній. Рівень «Diamond» повністю відповідає статусу «Emerald» в загальній бонусній програмі альянсу Oneworld, привілеї якого поширюються на усіх постійних та афілійованих членів альянсу.
«Diamond Plus»
Вищий рівень «Diamond Plus» («Діамантовий+») бонусної програми пропонується щороку одному відсотку власників статусу «Diamond» топ-менеджментом групи Cathay на знак визнання їх винятковості, прихильності і внеску в роботу авіакомпаній Cathay Pacific і Dragonair". На додаток до привілеїв попереднього рівня власник статусу «Diamond Plus» має право дати привілеї «Diamond» своєму супутнику (компаньйону) і володіє правом доступу з ним до зали Першого класу групи Cathay незалежно від того, рейсами авіакомпанії який вони подорожують на даний момент. За винятком двох зазначених привілеїв, рівень «Diamond Plus» повністю відповідає статусу «Emerald» в загальній бонусній програмі альянсу Oneworld, привілеї якого поширюються на усіх постійних та афілійованих членів альянсу.

### Asia Miles
Бонусна програма Asia Miles охоплює більше п'ятисот партнерів у дев'яти секторах бізнес: авіаперевезення, готелі, фінанси і страхування, ресторани, роздрібна торгівля, подорожі, оренда транспорту, телекомунікаційні послуги та експертне обслуговування. Учасники програми також можуть заробляти милі здійснюючи електронні покупки в мережі iShop з найширшим спектром послуг і торгових марок — від книг і електроніки до одягу і інших аксесуарів. Члени програми можуть витрачати милі на придбання авіаквитків, туристичні поїздки, квитки на концерти, продукти харчування і безліч інших товарів і послуг. Бонусні бали дійсні протягом трьох років з моменту здійснення покупки. Членство в програмі безкоштовно, учасником статтю може будь-яка людина віком старше двох років
У 2001 році продукт «Asia Miles™» отримав премію «Краща бонусна програма авіакомпаній» від Асоціації бізнес-мандрівників Азіатсько-Тихоокеанського регіону.

## Сервіс на борту

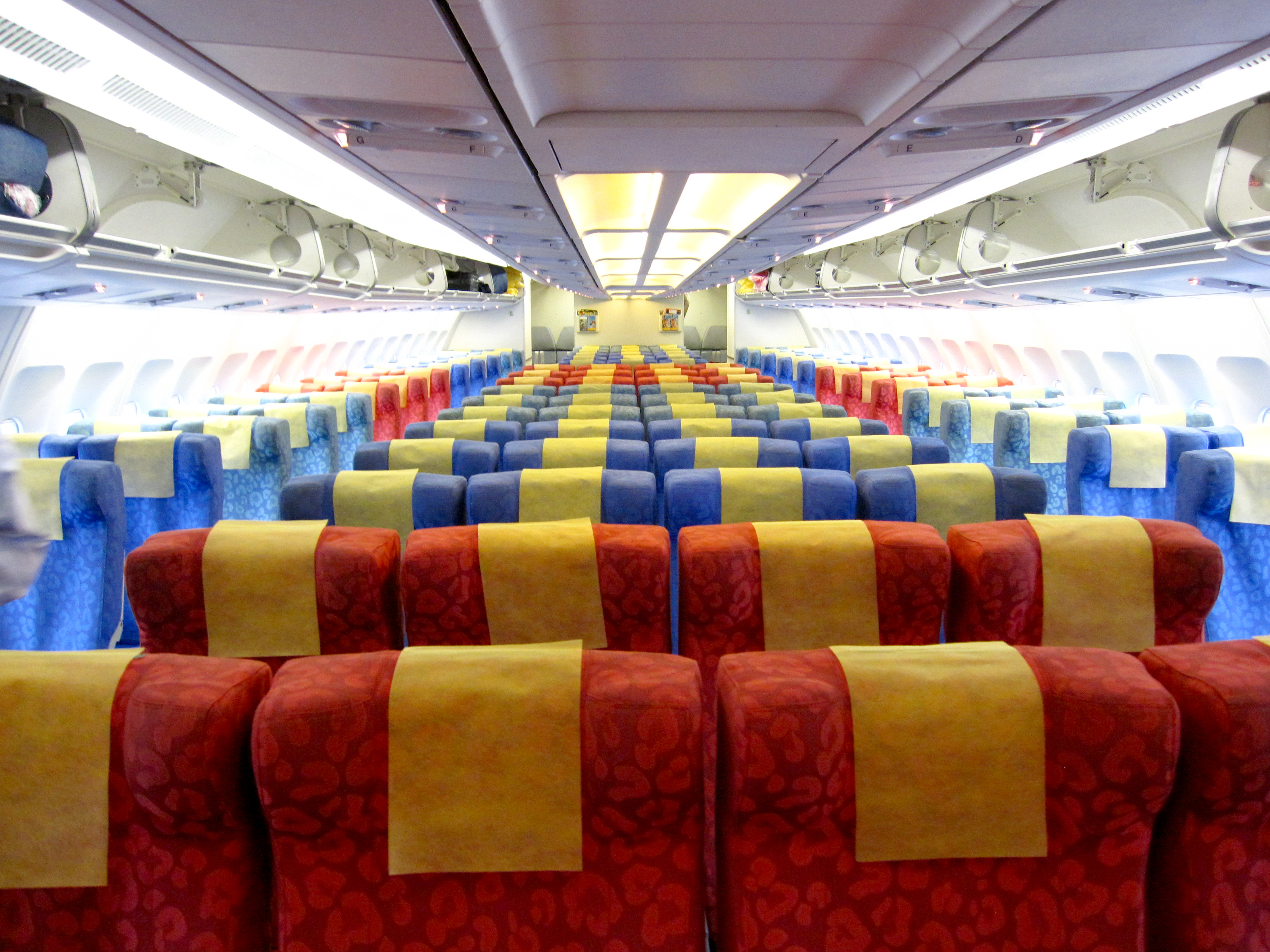
Салон економічного класу Airbus A330-300 авіакомпанії Dragonair

Харчування та напої в польоті на рейсах авіакомпанії з Гонконгу забезпечуються кейтерингової компанією «LSG Lufthansa Service Hong Kong Ltd» — партнером Dragonair. На рейсах між Гонконгом і континентальною частиною Китаю пасажирам пропонуються страви азіатської кухні такі, як дімсам, смажений рис, шашлик зі свинини з смаженим рисом і шматочки курки з солодким тайським перцем. Пасажирам салонів економічного класу на рейсах у Чаншу, Гуанчжоу і Санью пропонуються тільки напої і кекси (тістечка).
Всі місця пасажирських салонів економічного класу літаків Airbus A330, які не мають салонів Першого класу, авіакомпанії Dragonair обладнані системою розваги в польоті «Dragon On Air», до послуг мандрівників персональний дисплей з десятиканальної системою відеотрансляції і аудіосистема на 16 каналів. На інших лайнерах A330-300 пасажирам Першого класу пропонується п'ятиканальна система відеотрансляції (PTV), пасажирам бізнес — та економічного класу A330-300 і A321-200 показуються фільми з дисплеїв над міжрядними проходами. Також на борту пропонується цілий спектр газет і журналів, включаючи власний бортовий журнал «Silkroad» авіакомпанії..

## Партнери
Dragonair має код-шерінгові угоди з такими авіакомпаніями-партнерами:
- Cathay Pacific — всі маршрути, за винятком рейсів в (з) Тайбей, Гаосюн, Манілу і Пномпень
- Air China — всі рейси в (з) Пекін, Ченду, Чунцін, Далянь і Тяньцзінь
- Malaysia Airlines — всі рейси в (з) Кота-Кінабалу
- Royal Brunei Airlines — всі рейси в (з) Бандар-Сері-Бегаван.

## Асоційовані і дочірні компанії

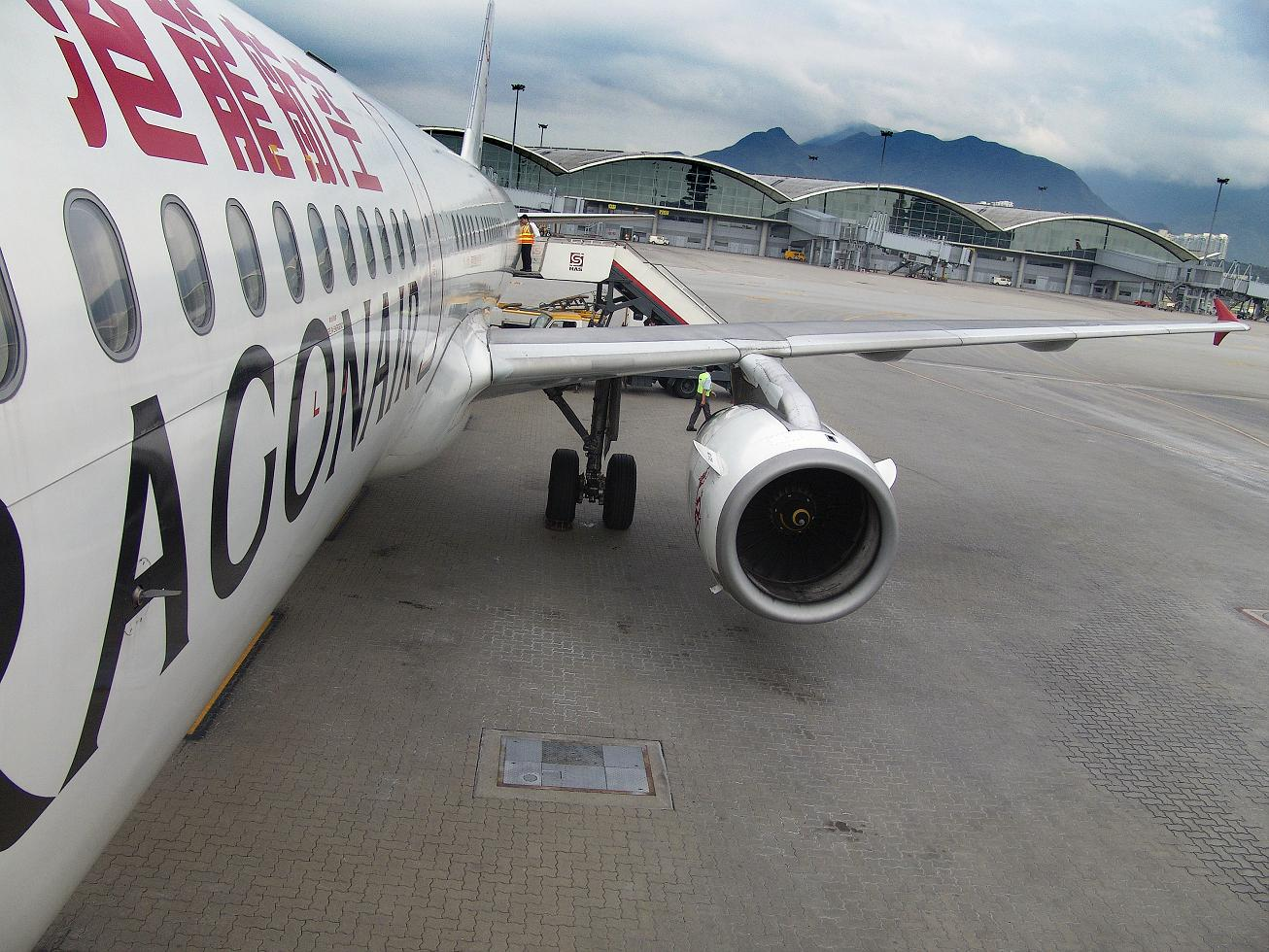
Літак авіакомпанії Dragonair в міжнародній аеропорту Чхеклапкок

З моменту свого утворення в 1985 році Dragonair постійно інвестує кошти в пов'язані з її основною діяльністю компанії, включаючи кейтерінг, наземне обслуговування та інші структури, які займаються сервісним обслуговуванням.
Нижче наведені основні дочірні та пов'язані (асоційовані) з Dragonair комерційні компанії (на 26 липня 2009 року):
- «LSG Lufthansa Service Hong Kong Ltd» — 31,94 % у власності Dragonair
- «Dah-Chong Hong-Dragonair Airport GSE Service Ltd» (DAS) — 30 % у власності Dragonair
- «HAS GSE Solutions Ltd» — 30 % у власності Dragonair.